# Iglesia de Santa Giulia
La iglesia de Santa Julia (Chiesa di Santa Giulia en italiano) es una iglesia católica de la ciudad de Lucca (Toscana, Italia central), que se encuentra en la Plaza del Sufragio (en italiano Piazza del Suffragio).
La iglesia está documentada desde tan temprano como el siglo X, aunque sin duda es más antigua como atestiguan las tumbas lombardas que existen en su interior. La iglesia fue reconstruida en el siglo XIII en mampostería, mientras que la fachada se completada en la segunda mitad del siglo XIV por Coluccio di Collo. El uso de arcos ciegos de la fachada es un elemento de transición del románico al gótico. Mientras que la parte superior de la fachada se remonta a un período posterior.
El interior fue modificado varias veces. El altar mayor actual fue introducido por encargo de la familia Bernardini en 1647 para albergar una imagen antigua y venerada de la Crucifixión (Crocifisso en italiano) del siglo XII y que actualmente se encuentra (de forma temporal) en la catedral de Lucca.